# Dreamer (Ozzy Osbourne)
Dreamer è un brano musicale del cantante heavy metal Ozzy Osbourne, terza traccia dell'album Down to Earth,  pubblicato come singolo il 16 ottobre 2001.
Il brano si è piazzato al decimo posto della classifica Mainstream Rock Tracks di Billboard. Il cantante nel singolo descrive il suo sogno di un mondo migliore per i suoi bambini, nel quale sono felici ed al sicuro. Anche se la canzone fu scritta nel tardo 1990 essa non fu presa in considerazione dal cantante fino a dopo gli attentati terroristici dell'11 settembre. Il singolo contiene anche un omaggio ai Beatles, infatti la frase "After all, there's only just the two of us" è un riferimento al pezzo Two of Us.  Ozzy ha detto più volte che per la canzone si ispira a Imagine di John Lennon, da cui prende anche il titolo. Osbourne aveva pure chiesto a Paul McCartney qualche consiglio e addirittura se volesse collaborare nella canzone, ma McCartney disse che la canzone era già bella così. Il video ufficiale, diretto da Rob Zombie, è ambientato soprattutto in un paesaggio invernale, la prima parte invece è stata girata in una stanza a lume di candela.

## Formazione
- Ozzy Osbourne - voce
- Zakk Wylde - chitarra
- Robert Trujillo - basso
- Mike Bordin - batteria
- Tim Palmer - tastiere